# Хонда Тадакацу
Хонда Тадакацу (яп. 本多 忠勝; 17 марта 1548 — 3 декабря 1610) — японский самурайский военачальник, даймё Отаки-хана (1590—1601) и Кувана-хана (1601—1609). Вместе с Ии Наомаса, Сакикабара Ясумаса и Сакаи Тадацугу входил в число так называемых «Четырёх Небесных Королей» Токугава Иэясу.

## Биография

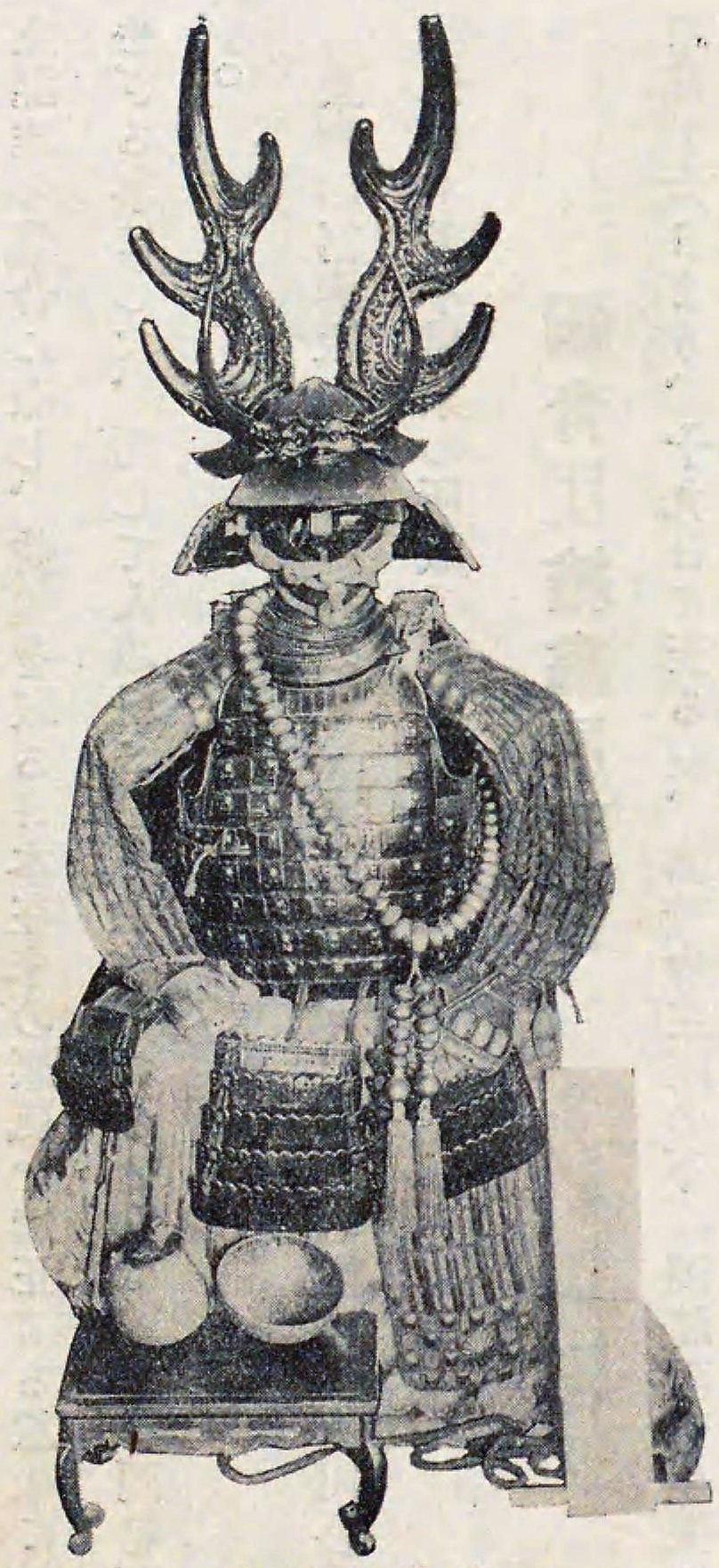
знаменитый доспех Хонды с золочёнными оленьими рогами

Представитель клана Хонда, Хонда Тадакацу родился в провинции Микава, единственный сын Хонда Чудака (1526/1528 — 1549). Прошёл карьеру от пажа до одного из особо доверенных военачальников Иэясу. Хонда Тадакацу участвовал практически во всех битвах Токугава Иэясу. В 1570 году в битве при Анэгаве командовал второй линией войск Токугава и вместе с Сакакибара Ясумаса возглавил контратаку на фланг войск кланов Асакура и Адзаи.
Непосредственно перед битвой при Микатагахара в 1572 году войска Хонда Тадакацу встретились с превосходящими силами Такэда Сингэна. Благодаря умелому командованию им удалось с боем отойти без существенных потерь. В битве при Микатагахара Тадакацу командовал левым крылом войск Иэясу и противостоял войскам под руководством Найто Масатойо. В 1575 году в сражении при Нагасино Хонда Тадакацу был назначен командовать линиями аркебузиров, сыгравшими важную роль в разгроме войск Такэда Кацуёри.
В 1584 году в битве при Комаки Хонда Тадакацу охранял укрепления Комаки, в то время как основные силы Токугава выдвинулись в Нагакутэ, чтобы дать бой отрядам Тоётоми Хидэёси. Тадакацу заметил большой отряд под командованием самого Хидэёси, который выдвинулся по следам Иэясу. С небольшим отрядом самураев Хонда Тадакацу покинул укрепления и бросил вызов всей армии Тоётоми, превосходящей его отряд количественно в пропорции примерно 60 к 1. Хидэёси был настолько поражён храбростью военнослужащего, что приказал не причинять вред ему и его людям.
В 1586 году Хонда Тадакацу отправился вместе со своим сюзереном Токугава Иэясу в Киото на переговоры с Тоётоми Хидэёси. Там он получил титул накацукаса-тайьо. В 1590 году получил во владение княжество Отаки-хан, став даймё с доходом в 100 тысяч коку риса. Принимал участие в кампании Одавара в 1590 году и помогал Токугава Иэясу в штабе корейской кампании Хидэёси 1593—1594 годов. В битве при Сэкигахара в 1600 году Хонда Тадакацу командовал большим отрядом. После победы Иэясу он получил во владение Кувана-хан в провинции Идзу с доходом в 150 тысяч коку риса.

## Характер
Хонда Тадакацу известный в японской истории как «воин, опередивший саму смерть», ни разу не был ранен, несмотря на участие более чем в 100 сражениях. Он также ни разу не был побеждён другими самураями в поединках. На поле сражений Хонда Тадакацу был легко узнаваем благодаря своему известному шлему, украшенному оленьими рогами. Тадакацу считался непревзойдённым мастером боя на копьях, одним из «трёх больших копий Японии». Его копьё носило прозвище «Тонбо Гири», «то, что разрубает стрекозу». В 1609 году окончательно отошёл от дел. Умер в 1610 году.

## Семья
Его сыновья Хонда Тадамаса (1575—1638), 2-й даймё Кувана-хана (1609—1616) и Хонда Тадатомо (1582—1615), 2-й даймё Отаки-хана (1601—1615), участвовали в двух Осакских кампаниях (1614 и 1615). Его дочь Ина была удочерена Токугава Иэясу под именем Комацу и вышла замуж за Санада Нобуюки.